# Гродзиське пиво
Гродзиське (пол. Piwo grodziskie, Grodzisz) польська вимова: [ɡrɔˈd͡ʑiskʲɛ]; інша назва нім. Grätzer) — історичний сорт пива з Польщі, виготовлений з копченого дубом пшеничного солоду з прозорим, світло-золотистим кольором, високою карбонізацією, низьким вмістом алкоголю, низьким або помірним рівнем хмелевої гіркоти та сильним димним смаком і ароматом. Смак легкий і хрусткий, з первинними ароматами, що походять від копченого солоду, високого вмісту мінералів у воді та штаму дріжджів, які використовуються для бродіння. Через високий рівень вуглекислоти його прозвали «польським шампанським» і цінують як високоякісне пиво для особливих випадків.
Гродзиське вариться з пшеничного солоду, висушеного за допомогою циркуляції дубового диму через зерна. Димність зерна та мінеральний профіль води, що використовується для приготування напою, надають йому характерного смаку. Польські пивоварні історично використовують у виробництві хміль, вирощений на місцевому рівні, та один або два штами пивних дріжджів. Перед пакуванням пиво обробляють ізосклом (колаген, який отримують із плавальних міхурів і зябер риб спеціальних порід), щоб надати йому яскравого, прозорого вигляду. Пиво пакують до того, як всі зброджувані цукри перетворяться дріжджами на спирт, тобто на більш ранній стадії процесу, ніж це зазвичай буває з пивом. Бродіння продовжується і після пакування, а вуглекислий газ, що утворюється, залишається розчиненим у пиві, що призводить до дуже високого рівня карбонізації кінцевого продукту.
Пиво було вперше виготовлене пивоварами у місті Гродзиськ-Велькопольський (Великопольське воєводство), у XIV або XV столітті. Місцева гільдія пивоварів встановила суворі вимоги до якості пива, що допомогло йому здобути гарну репутацію в навколишніх містах та сусідніх країнах. На піку своєї слави воно експортувалося до 37 країн світу і вважалося надзвичайно якісним пивом. Пивоварна промисловість у місті процвітала. Після Другої світової війни виробництво пива було націоналізовано, але за комуністичного уряду Польщі настав період занепаду. У 1993 року остання пивоварня, яка виробляла цей сорт, була закрита. Після кількох років, коли цей сорт був недоступний для комерційних пивоварів, кілька пивоварень стимульовані інтересом до нього з боку спільноти домашнього пивоваріння по всьому світу, почали виробляти сезонні або цілорічні партії відтворюючі історичний стиль пива.

## Опис
Гродзиське сильно газоване, слабоалкогольне пиво прозорого, від блідо-жовтого до золотистого кольору, з низьким або помірним рівнем хмелевої гіркоти, з помірним або середньо-високим димним ароматом і смаком. Яскравий, прозорий і сильно газований вигляд Гродзиського спричинив порівняння пива з шампанським, і його іноді називають «польським шампанським». Більшість сортів пива, виготовлених з пшениці, виглядають каламутними, оскільки кінцевий продукт містить дріжджі та білки пшениці у вигляді суспензії. Однак під час виробництва Гродзиського пиво фільтрують перед розливом у пляшки, зазвичай з додаванням ізоскла. Фільтрація видаляє суспендовані дріжджі та білки, залишаючи світле, прозоре пиво. Коли його наливають у келих, воно утворює велику, довготривалу, щільну шапку з дрібними бульбашками. Традиційно його подавали у високих конічних келихах, які були призначені для демонстрації прозорого, золотистого кольору, а також для утворення широкого, товстого шару піни при наливанні.
Смак легкий і хрусткий, з легкою кислинкою від карбонізації. У рецептах приготування та дегустації, опублікованих у 1914 році, Гродзиське описується як «грубе, гірке пиво … з інтенсивним димним та хмелевим ароматом», але до кінця 20 століття смак цього сорту, ймовірно, еволюціонував і став містити менше хмелю та гіркоти. Сучасні відтворення цього сорту, як правило, зосереджені на димному смаку, який є результатом копченого дубового солоду, який описується як «дещо їдкий до напівсолодкого», але в літературі 1960-х років стверджується, що значна частина унікальних смаків пива створюється процесом солодження та пивоваріння, а також спеціальними штамами пивних дріжджів, які використовувалися у виробництві пива. Аромат також може містити м'яку пшеничну зернистість, помітну на задньому плані.
Історично Гродзиське виготовляли з вмістом алкоголю близько 3,1 % об., але комерційні версії також виготовлялися з вмістом алкоголю від 2,5 % до 5 % об.

## Інгредієнти
Гродзиське виготовляється з солодової пшениці. Під час процесу солодження пшеницю сушать у печах, які опалюються дубовими дровами. Замість того, щоб використовувати печі для нагрівання чистого повітря, яке потім використовується для сушіння пшениці, гарячий дим з печей подається безпосередньо через шар зерна. Дим сушить зерно, надає йому світлого кольору та інтенсивного, приємного, димчастого аромату. Цей процес був би неможливий у більш поширених у минулому печах, які спалювали вугілля або кокс як паливо, оскільки сажа в димі призводила б до знебарвлення зерна і надання йому небажаного різкого присмаку. Точний ступінь димності, який утворювався в результаті спалювання дуба в історичні часи, невідомий. Дим від процесу солодження також додає до готового продукту хімічні компоненти, які допомагають зберегти його, надаючи йому тривалий термін зберігання, незважаючи на низький вміст алкоголю. Розповідають, що у 1950-х роках у пісках Північної Африки було знайдено ящик «Гродзиського», який залишили німецькі солдати під час Другої світової війни. Пиво було відкрите і виявилося таким же свіжим, як і в день його виготовлення. Крім пшениці, були періоди, коли до складу пива в різних пропорціях входив також солодовий ячмінь, але протягом більшої частини своєї історії воно виготовлялося виключно з пшениці.
Багато смакових характеристик Гродзиського пива зумовлені хімічним складом води, яку пивоварні використовували для виробництва пива. Вода з одного з колодязів на вулиці Познанській у Гродзиську була протестована і показала концентрацію сульфат-іонів 183 частини на мільйон (ppm) і концентрацію хлорид-іонів 81 ppm. Лужність (у вигляді бікарбонату кальцію) становила 350 ppm, а концентрація іонів магнію — 34 ppm. Використання такого типу води для виробництва пива призвело б до більш високого, ніж очікувалося, хмільного присмаку через високу лужність і співвідношення сульфат-іонів до хлорид-іонів. На ранніх стадіях виробництва така вода мала б вищий рівень рН, що пригнічувало б ефективність природних ферментів, які перетворюють крохмаль у зерні на зброджувані цукри під час затирання. В результаті виходить пиво з більшою кількістю незброджених цукрів і нижчим середнім вмістом алкоголю. Нарешті, вода додала б пиву злегка кислуватого або гіркуватого смаку через високу концентрацію іонів магнію.
Традиційно використовували два унікальні штами дріжджів: один високофлокулянтний, який відповідав за більшу частину бродіння в перші кілька днів, а інший, порошкоподібний і менш флокулянтний, був повільнішим і завершував процес бродіння у бродильних чанах та пляшках. До кінця XIX століття пивоварні, які виробляли Гродзиське, використовували один штам дріжджів, який мав низьке загасання і ранню флокуляцію. Однак на початку XX століття цей штам був втрачений. Після Другої світової війни дріжджі імпортували з берлінської пивоварні Groterjan. Ці дріжджі не підходили для виробництва Гродзиського і часто були забруднені псуючими організмами, включаючи лактобактерії. У 1960-х роках державна пивоварня змогла виділити та підтримувати відповідні штами дріжджів, які виробляли бажані характеристики, але до наших днів зберігся лише високофлокулянтний штам. Не маючи доступу до справжніх дріжджів, які використовувалися історично, більшість сучасних відтворень Гродзиського зазвичай використовують ельові дріжджі, які не додаютьзначної кількості кількість дріжджового характеру в пиві
Пивовари зазвичай використовували місцеві сорти польського хмелю, такі як Новотомиський, але іноді замінювали його на подібний благородний хміль. Історичні джерела свідчать, що наприкінці XIX століття пивоварні використовували 3 кілограми хмелю на кожні 100 кілограмів (220 фунтів) пшеничного солоду, але до 1960-х років кількість хмелю зменшилася до 2,4 кілограма (5,3 фунта) хмелю на 100 кілограмів (220 фунтів) пшеничного солоду.

## Виробництво
Пиво виготовляли по-різному, використовуючи настійне сусло або відварне сусло. Деякі з традиційних методів виробництва цього стилю відомі з недатованих записів пивоварні Grodzisk. Ці записи описують інфузійне пюре, яке включало 30-хвилинну кислотну паузу при 38 °C (100 °F), 30–60-хвилинну протеазну паузу при 52 °C (126 °F), альфа-амілазну паузу протягом 30 хвилин при 70 °C (158 °F) і затирання при 75 °C (167 °F).  Сусло варили від 90 до 120 хвилин. Приблизно 80 % хмелю додавали через 15 хвилин, а решту 20 % додавали за 30 хвилин до закінчення кип'ятіння.
Після кип'ятіння сусло охолоджували і зброджували у відкритих дерев'яних чанах при 14—16 °C (57—61 °F).  Два штами дріжджів додавали одночасно, і бродіння відбувалося швидко. Після одного дня бродіння густу піну, яка утворилася у верхній частині ферментаційного чану, знімали та викидали. Через 60 годин дріжджі зброджували до 50 % наявних цукрів, а товсті грудки дріжджів знімали з поверхні і збирали для повторного використання. Потім пиво перекачували стерильним повітрям у резервуари для освітлення. Для освітлення напою додавали риб'ячий фермент, а потім розливали у пляшки.
Після фасування пляшки зберігалися від трьох до п'яти тижнів при 14—18 °C (57—64 °F) у темній кімнаті, оскільки дріжджі продовжували зброджувати залишки цукру в пиві. Вуглекислий газ, який утворився в результаті бродіння, залишався в пляшках і розчинявся в рідині, що призводило до високого рівня карбонізації. Протягом цього періоду в середньому від чотирьох до п'яти відсотків пляшок лопне через рівень карбонізації, який перевищує міцність пляшок.

## Історія
Перша документальна згадка про місто Гродзиськ-Велькопольський датується приблизно 1257 роком, як частина земель цистерціанського монастиря в Ґосциково. Місто стало відомим завдяки своєму розташуванню на дорозі між Познанню та Ґубіном, дорозі, яка продовжувалася далі до Саксонії.
Початки пивоваріння в Гродзиськ-Велькопольському сягають середньовіччя. Вважається, що це початок 14 століття  (традиційно прийнята дата 1301 рік). Спочатку пиво варили заможні жителі Гродзиська для власних потреб. Вони могли дозволити собі власні солодовні, які в той час називалися «брасаторіями» (пол. braseatorium).
До XVI століття місто контролювала родина родина Остроругів з Великопольщі. Родина Остроругів всіляко підтримувала протестантську Реформацію в цьому регіоні, а місто стало центром протестантизму в країні і приваблювало релігійних дисидентів з Чеських земель та Західної Європи. Ремісники, науковці та письменники тяжіли до місцевості, яка стала центром реформаторської думки у Великопольщі. Пивоваріння в промислових масштабах розвинулося, коли Йоганн Воланус, адміністратор маєтку Остророг і батько Андреаса Волана, відомого письменника епохи Реформації, запросив кваліфікованих пивоварів з Моравії та Богемії.
Існує легенда, пов'язана з історією цього пива, яка розповідає про бенедиктинського монаха Бернарда з Вомбжезьно. Близько 1603 року він прибув з бенедиктинського монастиря в Любіні і побачив, що мешканці міста голодують, а криниці висохлі. Пивоварня була основним джерелом доходу для міста та шпиталю. Бернард помолився за криниці, і вода раптово наповнила криницю на Старому ринку Гродзиська. Легенда стверджувала, що щойно наповнений колодязь мав здатність повертати здоров'я тим, хто пив з нього, а пиво, яке виготовлялося з води, було набагато кращим за будь-яке пиво, яке пивовари могли виробляти раніше. Криниця стала міським надбанням, і їй приписували комерційний успіх пивоварень протягом наступних століть. Понад 200 років після цієї події жителі Гродзиська щорічно ходили до монастиря Бернарда, щоб принести бочку пива, яке вони зварили з водою із криниці, на знак подяки.

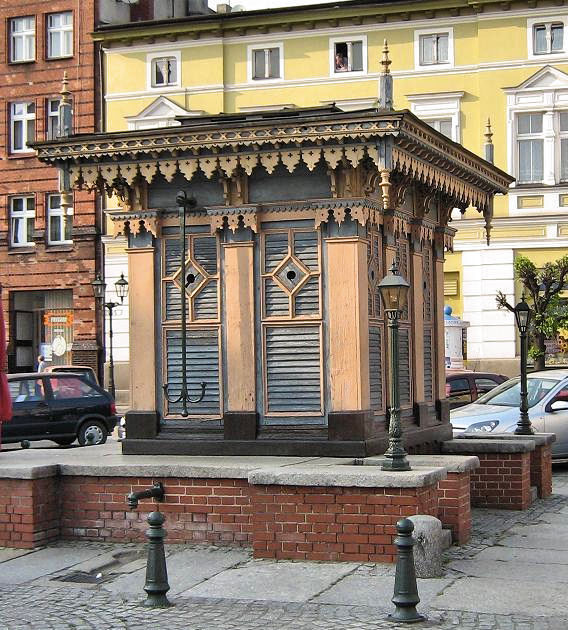
Колодязь на площі Старий Ринок у Гродзиськ-Велькопольському, традиційно пов'язаний з монахом Бернардом

Усвідомлюючи унікальність місцевого пива, пивовари докладали великих зусиль, щоб підтримувати його якість. У 1601 році в місті вже існувала гільдія пивоварів. Гільдія створила монополію на право виробляти солодове зерно та пиво для продажу яке суворо контролювалося гільдією. Це відображено в найстарішому збереженому Гродзиському пивоварному статуті від 1601 року. Документ детально описував правила виробничого процесу і захищав високу якість пива. Пиво було складним і дорогим у виготовленні, тому його дуже шанували.
Документ також запровадив правила та положення щодо виробництва пива, які були розроблені для захисту якості та репутації пива. Впроваджена система контролю якості; кожна бочка пива, яка була вироблена, піддавалася дегустації пива бургомістром та членами міської ради, які оцінювали його якість і міцність і схвалювали пиво для продажу чи експорту. Кожна бочка Гродзиського пива була позначена спеціальною печаткою, яка гарантувала його оригінальність. Порушення правил тягнуло за собою суворе покарання. Пивовари, які намагалися обдурити систему контролю якості, назавжди позбавлялися права виробляти пиво. Лише одиниці мали честь вступити до Гільдії пивоварів Гродзиська, а членський внесок для пивоварів з-поза меж міста був найвищим у Великопольському воєводстві. Він становив 600 гульденів, тоді як найбільш авторитетні познанські гільдії брали лише 100 гульденів.
У XVIII столітті пиво з Гродзиська-Великопольського вже було відоме по всій Великопольщі, а також за її межами, і почало експортуватися до сусідніх країн. Напій настільки високо цінувався, що познанський магістрат імпортував і продавав майже виключно Гродзиське пиво, а чиновники отримували його як винагороду за добре виконання своїх обов'язків. Гродзиське пиво було одним з найдорожчих, вдвічі дорожчим за інші пивні напої, що продавалися в той час. Кожен поважаючий себе міщанин чи шляхтич хотів мати у себе вдома Гродзиське, яке вважалося символом статусу, а господар, який часто пив Гродзиське пиво, вважався надзвичайно багатим.
Гродзиська гільдія також організувала виробництво пива на великих пивоварнях, які ділили між собою Старий Ринок. У 1843 і 1844 роках у Гродзиську було дві пивоварні, які мали спільний колодязь. До 1866 року місто почало оподатковувати пивоварні за використання ними міських колодязів. Дві приватні пивоварні побудували власні свердловини і виявили, що вода така ж хороша, як вода зі Старого ринку. Після цього відкриття всі пивоварні зрештою побудували власні колодязі.
Найперша документація про експорт пива в інші регіони міститься в записах сусіднього міста Всхова з 1671 року. Правила, встановлені місцевим цехом капелюшників, встановлювали, що покарання за стягнення менше 12 грошей за понищений капелюх становило бочку Гродзиського. У 1694 році сусіднє місто Познань перерахувало рахунок на витрати, який включав записи за «Гродзиське пиво» за ставкою 15 гульденів за барель, яке було придбано як подарунок для важливих людей. За такою вартістю видно, що продукт цінувався як напій преміум-класу, оскільки місцеве пиво, вироблене в Познані того часу, коштувало лише п'ять-шість гульденів за барель. Інші записи з Познані за 1712 рік показують, що два мери міста отримували пиво Гродзиське як частину своєї винагороди за службу. До 18 століття репутація пива поширилася по всій Польщі, і воно став одним із найдорожчих сортів пива в країні.
Між 1793 роком, коли Гродзиськ став частиною Пруссії в результаті Другого поділу Польщі, та 1918 роком, коли він став частиною нової незалежної Польщі, місто було перейменовано в Ґратц (нім. Grätz), а сорт став відомий як Grätzer. Записи показують, що річне виробництво пива в Ґраці становило близько 3200 барелів (5000 гектолітрів, 4300 амер. барелів), з яких 1111 барелів транспортували до Познані, 1581 барелів до інших прилеглих міст, включаючи Всхова, Косцян, Лешно, Равич, Бояново, Каліш і Смігель, а 500 барелів продавалось в межах Ґратца. Наприкінці XIX століття пиво експортувалося в сусідні провінції та інші частини Німеччини. Німецькі іммігранти переїхали в Ґратц і побудували сучасні пивоварні, порушивши монополію, якою займалася гільдія пивоварів. До 1890-х років п'ять пивоварень у Ґратці виробляли понад 100000 гектолітрів (85000 амер. барелів) пива, причому найбільше вироблялося пива Grätzer. Його експортували в інші частини Європи та світу, і воно отримало славу високо цінованого напою. Пік його популярності припав напередодні Другої світової війни, коли Гродзиське експортувалося в 37 країн, в тому числі до Китаю та США, а також країн Африки.

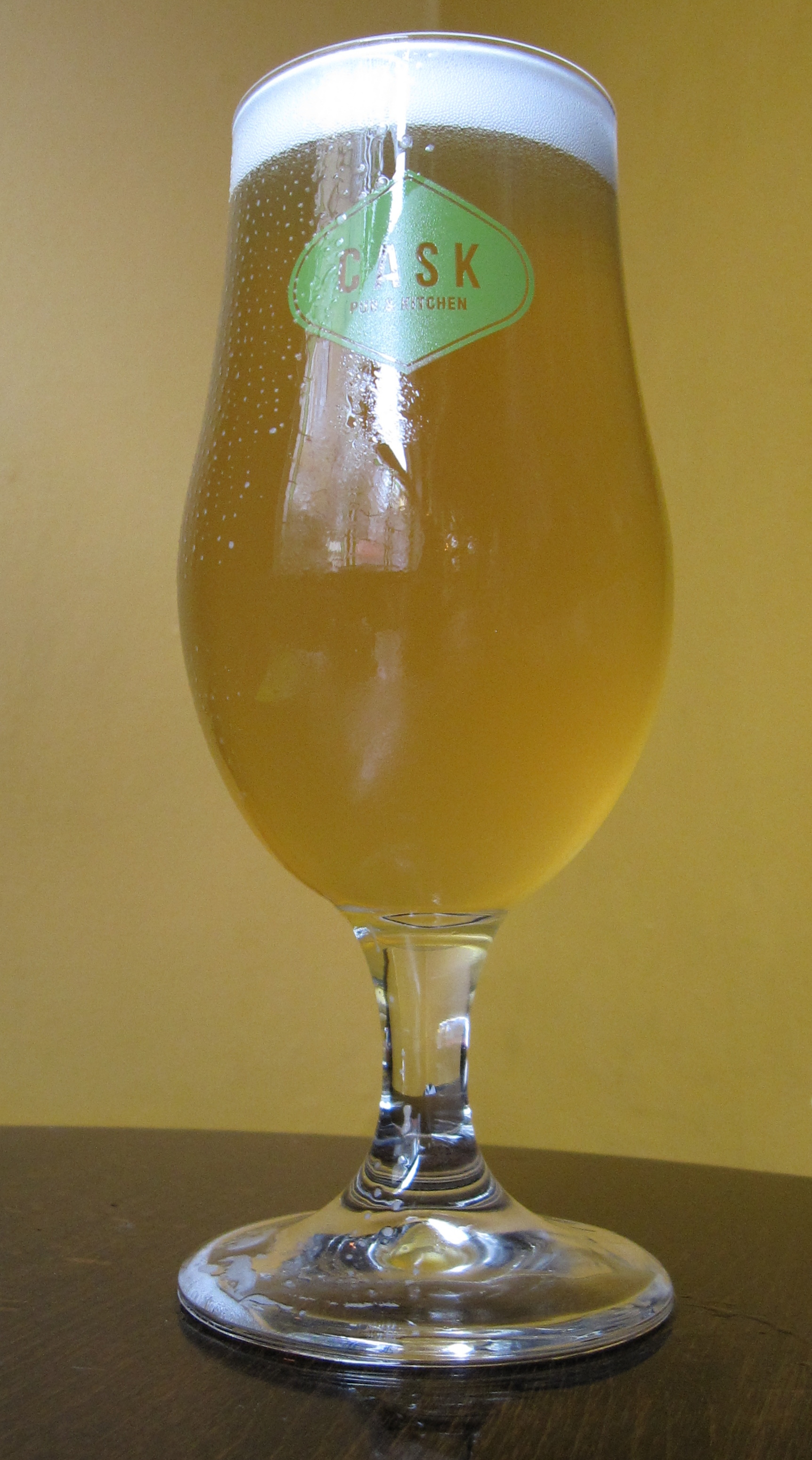
Сучасна реконструкція Гродзиського, виготовлена у США

Починаючи з 1922 року, виробництво Гродзиського продовжувала лише одна компанія Zjednoczone Browary Grodziskie (Об'єднані пивоварні Гродзиська). Між 1929 і 1993 роками цей сорт мав регіональний охоронний статус, встановлений урядом Польщі. Виробництво продовжувалося під час німецької окупації Польщі під час Другої світової війни, і пиво розповсюджувалося серед німецьких військ, які брали участь у війні.

### Занепад та відродження
Після Другої світової війни пивоварні були націоналізовані, після чого почався період занепаду пивоваріння цього сорту пива. Комуністичний уряд у Польщі придиділяв більше уваги великому виробництву основних харчових продуктів, таких як хліб, молоко та цукор, а місцеві кулінарні традиції нехтувалися. Частково це було пов'язано з обмеженнями на індивідуальний бізнес і нездатністю пивоварів отримувати прибуток від виробництва дрібномасштабних високоякісних продуктів харчування, а також нездатністю рекламувати місцеві товари та страви. На початку 1980-х років були створені різні варіації сорту пива з різним забарвленням та міцністю алкоголю. Після закінчення комуністичного періоду в Польщі в 1989 році виробництво продовжувалось на приватному підприємстві Lech Browary Wielkopolski, але припинилося в 1993 році, коли пивоварня була закрита через нерентабельність і через труднощі з пошуком працівників, які мали досвід виробництва цього сорту пива. Комерційне виробництво цього сорту було припинено на кілька років, але з 2010 року деякі пивоварні виробляли сезонні або обмежені партії цього сорту.
Після закриття пивоварні Гродзиське пиво продовжували варити деякі домашні пивовари в Польщі, використовуючи 100 % копчену пшеницю. У 2011 році Асоціація домашніх пивоварів Польщі створила комісію з відродження Гродзиського пива. Незважаючи на те, що протягом багатьох років стиль пива набував різних форм, мета комісії полягала в тому, щоб розробити рекомендації, які б описували спрощену версію, яку могли б ідентифікувати колишні працівники пивоварні, навіть незважаючи на те, що деякі пивовари та домашні пивовари експериментували з варіаціями, які включали різну кількість алкоголю та гіркоти. Гродзиське було визначено в рекомендаціях щодо сорту Асоціаціацією пивоварів у 2013 році та додано як історичний сорт до рекомендацій щодо сорту Програми сертифікації пивних суддів у 2015 році.

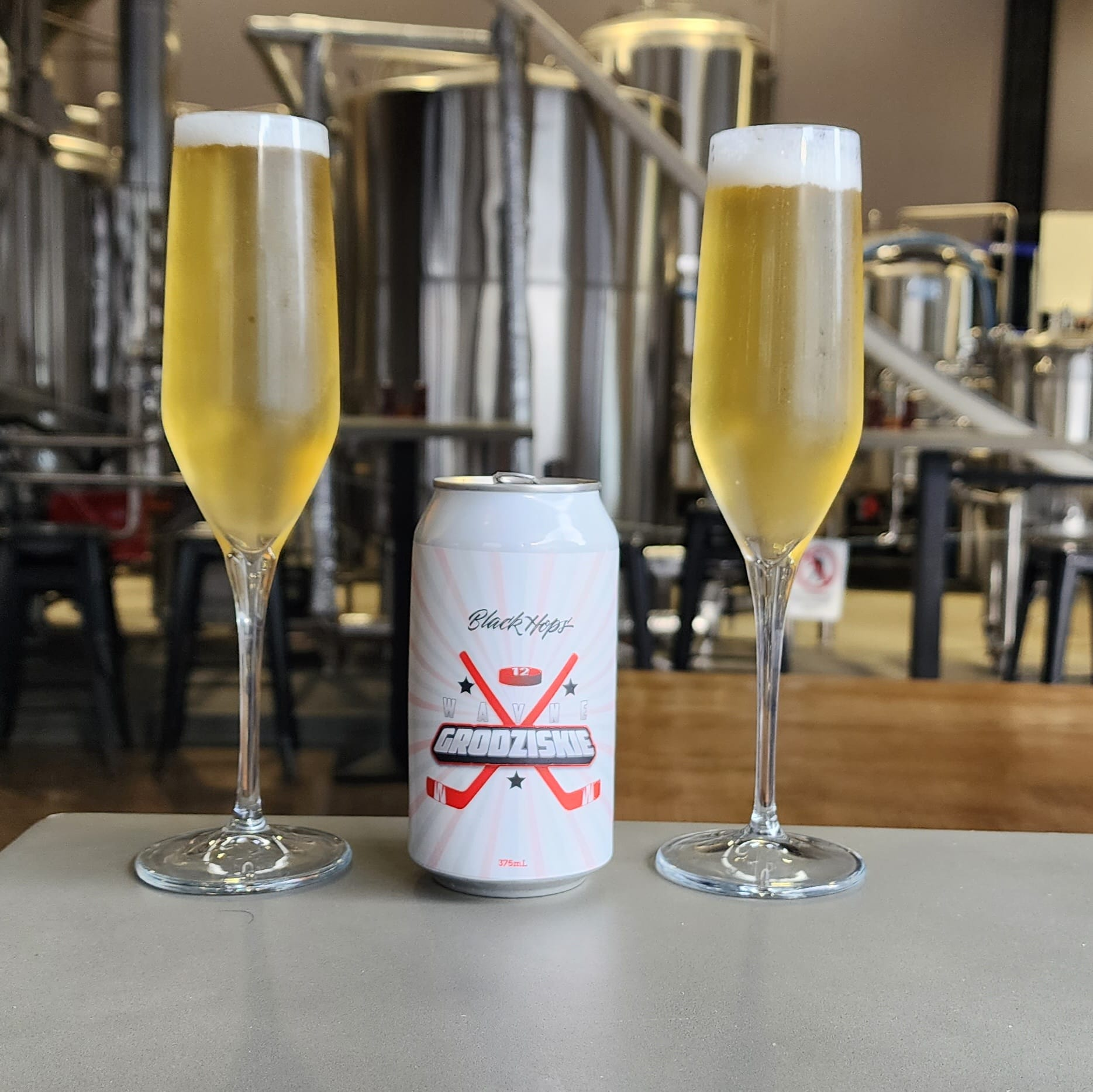
WAYNE GRODZISKIE Polished Smoked Session Ale

У 2022 році популярний австралійський подкаст «The Boss and the Brewer» отримав пропозицію від свого гурту прихильників «The Twelve» зварити «Гродзиське пиво». Його запуск заплановано на 16 вересня 2022 року.

## Відродження Гродзиського
На початку XXI століття інтерес до сорту пива Гродзиське відродився, частково завдяки зусиллям домашніх пивоварів та крафтових пивоварів по всьому світу, які прагнули відтворити та зберегти унікальний історичний стиль пива[. Пивна рада Канади підкреслила відродження сорту у статті 2023 року, зазначивши, що кілька пивоварень почали виробляти Гродзиське як сезонну чи цілорічну пропозицію. Відродження інтересу до «Гродзиського» демонструє постійне захоплення історичними стилями пива та повагу до них, а також бажання зберегти і передати ці унікальні традиції пивоваріння новим поколінням пивних ентузіастів.

## Галерея
Рекламні світлини пива з колекції з колекції пана Мар'яна Бочинського

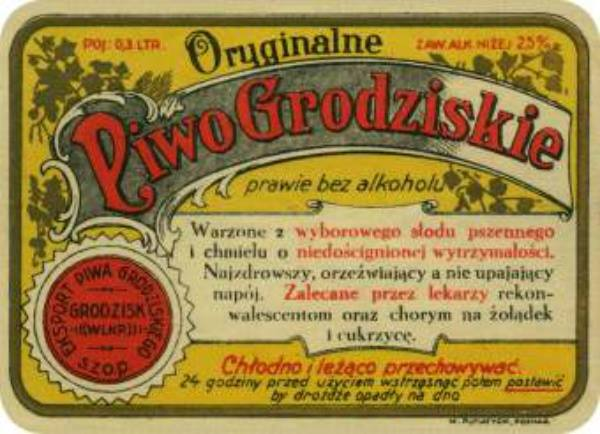
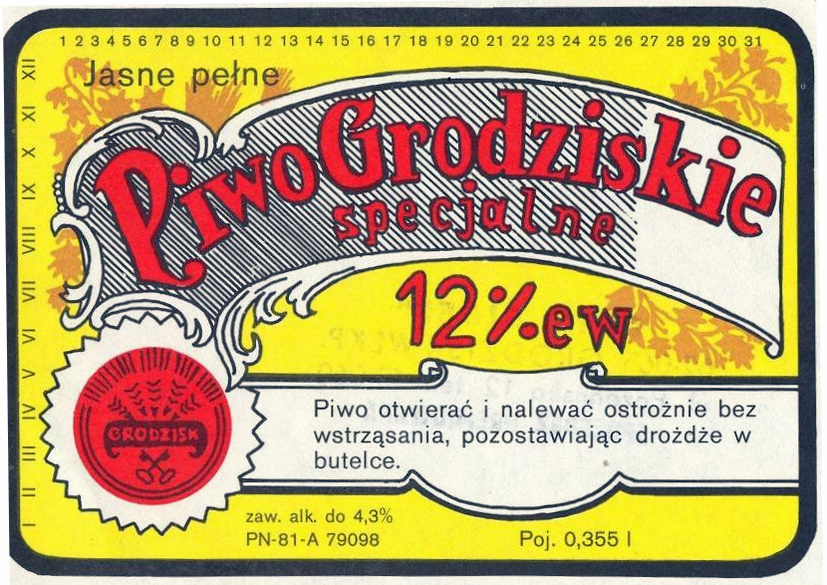
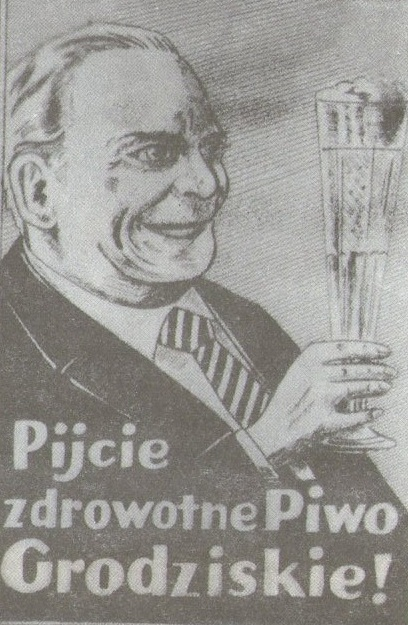